# Ermita del Calvari (Nules)
L'Ermita del Calvari, és un edifici de culte catòlic, datat del segle xviii, que es troba al carrer Sant Maria del Cor de Jesús de Nules, a la comarca de la Plana Baixa, que està catalogat com Bé de Rellevància Local segons la Disposició Addicional Cinquena de la Llei 5/2007, de 9 de febrer, de la Generalitat, de modificació de la Llei 4/1998, d'11 de juny, del Patrimoni Cultural Valencià (DOCV Núm. 5.449 / 13/02/2007), amb codi 12.06.082-014.

## Història
La primera documentació que es disposa de l'existència d'un calvari a Nules, data de finals del segle XVII, en concret de 1690, la qual cosa suposaria que és un dels calvaris més antics de la Diòcesi de Tortosa d'aquella època.
Segons el cronista oficial de Nules, Vicent Felip Sempere, en una visita pastoral que es va realitzar a Nules el 23 d'octubre de 1690 es reflecteix la inspecció realitzada a la capella de el “Montis Calvarii” de Nules “et in venit bene”. Més tard, ja entrat el segle xviii es va construir la casa de l'ermità, quedant el conjunt constituït per un viacrucis amb els seus 14 estacions distribuïdes entre xiprers i oliveres i situades en casalicis quadrats rematats en xapitel de teula. També pot observar-se que estan els Set Dolors de La Mare de Déu, fets en retaules ceràmics, que se situen més prop de l'entrada al calvari i que es disposen en set fornícules.
En l'època de la desamortització, el Calvari va ser dessacralitzat i es va utilitzar per a zona de cultiu, la qual cosa va suposar la destrucció total dels casalicis originals, encara que es va conservar tant l'ermita com la casa de l'ermità.
Després de la guerra civil espanyola, el Servei Nacional de Regions Devastades i Reparacions va dur a terme la reconstrucció de casalicios i en ells va col·locar plaques de terracota de la fàbrica de la Ceramo, en les quals estaven representades les catorze estacions; també es van dur a terme treballs en l'ermita, ja que, entre altres coses, la espadanya havia estat destruïda, sent substituïda per una altra encara que de menors dimensions i amb una traça més simple.
Ja al segle xx, entrats els anys setanta, el Bisbat que tenia l'autoritat per a això, va cedir, sota unes condicions concretes, part dels terrenys del Calvari per a l'edificació en aquests terrenys d'una residència d'ancians amb el nom de Residència La nostra Senyora de la Solitud. És per això que l'ermita, que havia deixat d'utilitzar-se per al culte des de feia temps, es va mantenir en aquestes circumstàncies fins que, després de més de tres dècades, l'any 2012, es va recuperar el culte.

## Descripció artística
L'ermita està situada als afores del nucli poblacional de Nules, en l'antic camí de la Vilavella, molt prop del barranc de la Serratella.
es tracta d'una zona plana que ocupa una finca, d'unes dues hectàrees, aproximadament, de planta rectangular i voltada amb paret de paderat. Desplaça cap al lateral esquerre de la finca es troba l'ermita, que té a la dreta la casa de l'ermità i enfront del pou.
L'ermita és una petita capella de planta rectangular i coberta amb volta de canó a l'interior, i externament amb teulada, a dues aigües, rematat en teula. Decoren el seu interior esgrafiats tant en la volta com en el fris que envolta tot el perímetre interior de l'ermita, guardant aquests una gran similitud amb els que pot observar-se a l'Església de la Sang de Nules i els de l'Església parroquial de Mascarell. En el seu interior destaquen també les imatges de Crist Crucificat, La Verge i Sant Joan.
Externament presenta una porta d'accés amb llinda, sobre el qual s'obre un ócul ovalat, acabant la façana en una espadanya.

## Festes
L'ermita del calvari cobrava rellevància a les festes de Setmana Santa, ja que segons la tradició, el divendres sant es realitzava una processó amb la imatge del Natzaré fins a arribar al calvari, on es realitzava el rés del Viacrucis, i en arribar a la setena estació, el predicador de la Quaresma realitzava, des de la balconada de la casa de l'ermità, un sermó de les Set Paraules, també conegut com a Sermó del Calvari. Aquesta tradició es va recuperar l'any 2012, amb la volta al culte de l'ermita, després de la utilització de part dels seus terrenys, per la construcció de la residència de la tercera edat existent en l'actualitat.